# Marcus Velleius Paterculus
Marcus Velleius Paterculus was een Romeins geschiedschrijver die leefde van ca. 19 v.Chr. tot na 31 n.Chr.

## Biografische gegevens
Velleius behoorde tot een familie, vermoedelijk afkomstig uit Capua, waarvan leden al eerder openbare ambten hadden bekleed. Zijn eigen carrière begon als tribunus militum in Moesië, gevolgd door een deelname aan de oostelijke tocht van Gaius Caesar en enkele militaire commando's in Germanië en Pannonië onder Tiberius. Hij was pretor in 15 na Chr. Het is onduidelijk hoe en waar hij na zijn pretuur leefde; wel staat vast dat hij in 30 zijn Historia Romana publiceerde en opdroeg aan een van de consuls van dat jaar, Marcus Vinicius. Twee zoons of kleinzoons bereikten het consulaat ten tijde van Nero.

## Werk

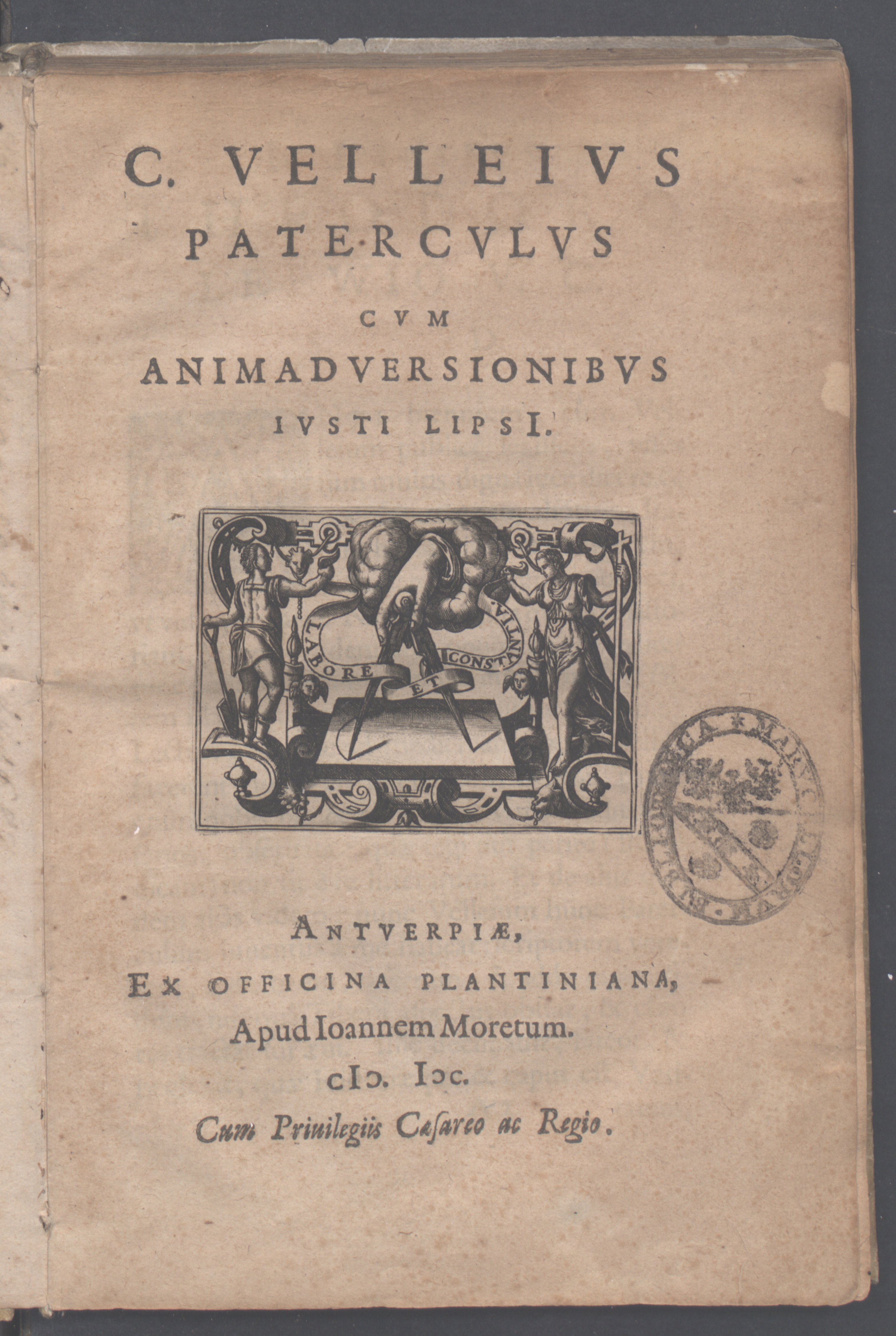
Historia romana, 1600

### Historia Romana
Velleius Paterculus schreef een korte Historia Romana ("Romeinse geschiedenis") in twee boeken, waarvan het eerste een bondig overzicht biedt van de oude geschiedenis tot aan de verwoesting van Carthago en Korinthe (146 v.Chr.); het tweede gaat wat uitvoeriger in op de recentere geschiedenis tot 30 na Chr., en met name op de periode van Augustus en Tiberius. Het werk is onvolledig bewaard gebleven in één middeleeuws handschrift, dat vol fouten moet zijn geweest; het is verloren, maar kon nog in de zestiende eeuw worden geraadpleegd.

### Beoordeling
Vaak is beweerd dat de Romeinse geschiedenis - de titel is modern - tekortschiet in objectiviteit. Vooral Velleius' loftuitingen aan het adres van keizer Tiberius staan in scherp contrast tot de opvattingen van de lange tijd hoog aangeslagen geschiedschrijver Tacitus. Echter, dit kan ook te maken hebben met de tijd van schrijven: Velleius Paterculus werkte in de tijd dat Tiberius keizer was, terwijl Tacitus zijn kritiek decennia na Tiberius' dood leverde. De moderne herwaardering van Rome's tweede keizer, en de andere beoordeling van Tacitus, heeft de waardering voor Velleius' geschiedwerkje in positieve zin veranderd.
Door het werk van de classicus A.J. Woodman is ook duidelijk geworden dat Velleius vrij kritisch staat tegenover keizer Augustus. Hoewel de historicus hem de hemel in prijst, worden de successen van zijn regering slechts kort vermeld en bestaat de beschrijving van de jaren tussen 30 v.Chr. en 14 n.Chr. vooral uit een opsomming van rampen, zoals de crisis rond Augustus' overspelige dochter Julia en de nederlaag in het Teutoburgerwoud. Deze selectie past goed bij Velleius' traditionele politieke visie, waarin alleenheerschappij als een noodzakelijk kwaad werd beschouwd, in plaats van iets positiefs.
Velleius' terughoudendheid over de verdiensten van Augustus is niet uniek. Ook over Julius Caesar weet hij weinig goeds te melden en de machtige rechterhand van Tiberius, de pretoriaanse prefect Sejanus, krijgt niet het krediet voor zijn optreden in Illyricum.
Woodman heeft ook gewezen op de valse bescheidenheid van Velleius. Hij pretendeert dat hij een gelegenheidsgeschriftje heeft geschreven, maar zijn voorbereiding is daarvoor te grondig. Vooral zijn obsessie met chronologie verraadt dat Velleius er lang aan heeft gewerkt.
Het werk bevat veel interessante passages: de persoonsbeschrijvingen zijn in staat de lezer te boeien, uitweidingen over de Romeinse kolonies en provincies zijn relevant, en opmerkelijk is de aandacht die besteed wordt aan de ontwikkeling van de cultuur en de literatuur.

### Receptie
De Romeinse geschiedenis werd in de oudheid niet geciteerd, maar op de drempel van de middeleeuwen heeft men er een handig compendium van de Romeinse geschiedenis in gezien en het als zodanig gebruikt. De beschrijving van de slag in het Teutoburgerwoud speelde een rol bij de constructie van romantische zelfbeeld van Duitsland, als een natie geboren in de strijd tegen de "welsche" (= romaanse) erfvijand (eerst Rome, in de negentiende eeuw Frankrijk).
De eerste Nederlandse vertaling dateert uit 2011.

## Verder lezen
- J.C. Silverberg (comm.), A Commentary to the Roman History of Velleius Paterculus (Book II 1-28), diss. Harvard University, 1967.
- A.J. Woodman (ed. comm.), Velleius Paterculus: The Caesarian and Augustan Narrative (2.41-93), Cambridge, 1983. ISBN 0521607027
- A.J. Woodman (ed. comm.), Velleius Paterculus: The Tiberian Narrative (2.94-131), Cambridge, 1977. ISBN 0521609356

## Voetnoten
1. ↑  Marcus is de naam die we voor hem vinden bij Priscianus, maar sommige geleerden menen hem te kunnen identificeren met Gaius Velleius Paterculus, een naam die gevonden werd op een Noord-Afrikaanse mijlpaal (CIL VIII 10311).
2. ↑  Hij was - samen met zijn broer - als laatste aangewezen door Augustus en als eerste aangesteld door Tiberius, zijn dankbaarheid tegenover beiden was dus even groot (Vell. Pat., II 124.).
3. ↑  Het krediet wordt in II 125 gegund aan Junius Blaesus.
4. ↑  Velleius vermeldt in I 16 (in hac tam praecipiti festinatione) dat zijn werk haastig geschreven is, en dat hij mogelijk er een herziene versie van zal uitbrengen. Het lijkt er echter op dat hij daartoe niet meer is gekomen.

- Bibsys: 90808972
- Biblioteca Nacional de España: XX825163
- Bibliothèque nationale de France: cb11887817z (data)
- Catàleg d'autoritats de noms i títols de Catalunya: 981058512102206706
- CiNii: DA01412105
- Gemeinsame Normdatei: 118767925
- International Standard Name Identifier: 0000 0001 2283 4207
- Library of Congress Control Number: n79041642
- Bibliotheek van het Japanse parlement: 001103747
- Nationale Bibliotheek van Tsjechië: jn19990210646
- Nationale bibliotheek van Australië: 35529750
- Nationale Bibliotheek van Israël: 987007269305105171
- Nationale Bibliotheek van Polen: a0000001200969
- Nationale en Universitaire bibliotheek Zagreb: 000086222
- Nederlandse Thesaurus van Auteursnamen: 067557856
- Réseau des bibliothèques de Suisse occidentale: 02-A000171301
- Istituto Centrale per il Catalogo Unico: CFIV050047
- LIBRIS: 99468
- Système universitaire de documentation: 026674211
- Trove: 986171
- Virtual International Authority File: 100171160
- WorldCat: E39PCjvGTcTFBCwXHRtRkGhPwC